# کیچیک قره‌مراد
کیچیک قره‌مراد (به لاتین: Kiçik Qaramurad) یک منطقه مسکونی در جمهوری آذربایجان است که در شهرستان گدابیگ واقع شده است. کیچیک قره‌مراد ۱۴۶۶ نفر جمعیت دارد.